# Quo Vadis? (film 1901)
Quo Vadis? – francuski krótkometrażowy film niemy z 1901 roku. Film jest adaptacją fragmentów powieści Henryka Sienkiewicza o tym samym tytule. Film trwa 1 minutę. W roli Marka Winicjusza wystąpił Albert Lambert.